# Zdzisław Bociek
Zdzisław Jerzy Bociek (ur. 4 grudnia 1945 w Bydgoszczy) – polski inżynier, samorządowiec, prezydent Torunia w latach 1996–1998.

## Życiorys
Z wykształcenia inżynier elektronik, absolwent Wyższej Szkoły Inżynierskiej w Bydgoszczy. Przez wiele lat związany zawodowo z firmą Geofizyka Toruń. W latach 80. działał w podziemnej „Solidarności”, wchodził w skład tajnej komisji zakładowej w swoim zakładzie pracy. Od 1984 współtworzył i dystrybuował lokalne opozycyjne pismo „Geofon”.
Od 1990 był radnym Rady Miasta Torunia, w maju 1993 został członkiem zarządu miasta. Od września 1996 do grudnia 1998 sprawował urząd prezydenta Torunia.
Przez następne cztery lata był wiceprezydentem w zarządzie kierowanym przez Wojciecha Grochowskiego oraz radnym z ramienia Unii Wolności. W wyborach w 2002 bez powodzenia kandydował do sejmiku kujawsko-pomorskiego.

## Odznaczenia
Odznaczony Złotym Krzyżem Zasługi (2001) oraz Krzyżem Wolności i Solidarności (2019).